# Coupland Castle
Coupland Castle er en herregård fra slutningen af 1500-tallet, der ligger i landsbyen Coupland, omkring 6 km nordvest for Wooler, Northumberland, England.
Den er opført som beboelsestårn, men i 1800-tallet blev der bygget et tilstødende hus til bygningen.
Det er en listed building af første grad.